# 美中关系研究所
美国俄克拉荷马大学美中关系研究所于2006年8月在Harold J. & Ruth Newman夫妇的慷慨捐助下建立。Peter Gries成为研究所第一任主管。
该研究所主要从事并支持理解和改善美中两国关系的研究和推广活动，同时帮助促进俄克拉荷马州的汉语培训和中国学习和跨学科研究。
除了举办讲座和座谈会，研究所还定期邀请学术界、智库、政府和商界领袖召开各学术种会议和专题研讨会，以讨论美中两国关系的具体安全关切。研究所于2008年10月在俄克拉荷马大学举办了中美关系建交三十周年晚宴，数位中美大使和重要官员悉数出席。研究所还创建了美国本土第一个表彰优秀华语文学的奖项纽曼华语文学奖。